# Publicitat en el lloc de venda
La PLV o Publicitat al Lloc de Venda és una activitat complementària de l'ambientació i la promoció que es realitza en el mateix establiment amb la finalitat d'orientar i informar al públic i incentivar al procés de compra. Forma part de l'animació del punt de venda, com ja diu al títol,